# Neoplačennyj dolg
Neoplačennyj dolg (Неоплаченный долг) è un film del 1959 diretto da Vladimir Markovič Šredel'.